# Hurts 2B Human (песма)
Hurts 2B Human песма је коју је америчка певачица Пинк снимила за свој осми студијски албум, Hurts 2B Human (2019). Песма је првобитно објављена 22. априла 2019. године као трећи и последњи промотивни сингл, међутим касније је послата на радио у Аустралији и Холандији као трећи сингл са албума, 30. августа 2019. Hurts 2B Human написали су Пинк, Теди Гајгер, Ана-Кетрин Хартли, Александер Искијердо, Скот Харис и Калид, док се производњом бавио Едегорд.

## Издавање
Званични видео са текстом песме објављен је 22. априла 2019.

## Списак изведби
- Ремиксеви

1. Hurts 2B Human (ремикс групе „Midnight Kids”) — 4:15
2. Hurts 2B Human (ремикс музичара „Kat Krazy”) — 2:37
3. Hurts 2B Human (ремикс Алекса Генее) — 3:09
4. Hurts 2B Human (ремикс ди-џеја „FTampa”) — 2:58
5. Hurts 2B Human (ремикс Френка Полеа) — 3:10

## Историја издавања
| Област     | Датум             | Формат                  | Издавачка кућа | Верзија          | Реф.  |
| ---------- | ----------------- | ----------------------- | -------------- | ---------------- | ----- |
| разна      | 22. април 2019,   | виртуелно преузимање    | RCA            | Промотивни сингл |       |
| Аустралија | 30. август 2019.  | радио савремених хитова | RCA            | радијски сингл   | [ 1 ] |
| Италија    | 6. септембар 2019 | радио савремених хитова | Sony Music     | радијски сингл   | [ 3 ] |